# Driedaagse van De Panne-Koksijde 2013
De 37e editie van de Driedaagse van De Panne-Koksijde werd gereden van dinsdag 26 tot en met donderdag 28 maart 2013 in de Belgische provincies  en West- en Oost-Vlaanderen. De wedstrijd maakt deel uit van de Vlaamse Wielerweek en van de UCI Europe Tour 2013 als 2.HC wedstrijd. Deze wielerkoers werd door veel renners gereden ter voorbereiding op de Ronde van Vlaanderen.

## Deelnemende ploegen
Er namen 23 ploegen deel van elk acht renners.
| ProTeam                                                                                          | ProTeam                                                        | Professioneel continentaal | Professioneel continentaal                                                        | Continentaal                 |
| Omega Pharma-Quickstep Cannondale Pro Cycling Team Lotto-Belisol Orica-GreenEdge Astana Pro Team | Vacansoleil-DCM Argos-Shimano Team Katjoesja Lampre-Merida FDJ | Team Europcar Vini Fantini-Selle Italia Bardiani Valvole-CSF Inox Champion System Pro Cycling Team Topsport Vlaanderen-Baloise Team NetApp-Endura | Unitedhealthcare Pro Cycling Crelan-Euphony Team RusVelo MTN-Qhubeka Accent-Wanty | Team3M An Post-Chainreaction |

## Etappe-overzicht
| etappe | datum    | start       | finish   | afstand        | winnaar            | klassementsleider  |
| ------ | -------- | ----------- | -------- | -------------- | ------------------ | ------------------ |
| 1e     | 26 maart | Middelkerke | Zottegem | 199,8 km       | Peter Sagan        | Peter Sagan        |
| 2e     | 27 maart | Oudenaarde  | Koksijde | 204,2 km       | Mark Cavendish     | Arnaud Démare      |
| 3e A   | 28 maart | De Panne    | De Panne | 109,7 km       | Alexander Kristoff | Alexander Kristoff |
| 3e B   | 28 maart | De Panne    | De Panne | 14,75 km (ITT) | Sylvain Chavanel   | Sylvain Chavanel   |

## Uitslagen

### 1e etappe
| Middelkerke – Zottegem (199,8 km) |                    |                             |          |
| Plaats                            | Naam               | Ploeg                       | Tijd     |
| Winnaar                           | Peter Sagan        | Cannondale Pro Cycling Team | 5u00'27" |
| 2                                 | Arnaud Démare      | FDJ                         | z.t.     |
| 3                                 | Alexander Kristoff | Team Katjoesja              | z.t.     |
| 4                                 | Sylvain Chavanel   | Omega Pharma-Quickstep      | z.t.     |
| 5                                 | Oscar Gatto        | Vini Fantini-Selle Italia   | z.t.     |
| 6                                 | Niki Terpstra      | Omega Pharma-Quickstep      | z.t.     |
| 7                                 | Maxime Vantomme    | Crelan-Euphony              | z.t.     |
| 8                                 | Jérôme Cousin      | Team Europcar               | z.t.     |
| 9                                 | Davide Cimolai     | Lampre-Merida               | z.t.     |
| 10                                | Johan Le Bon       | FDJ                         | z.t.     |

| Tussenstand |                    |                             |          |
| Plaats      | Naam               | Ploeg                       | Tijd     |
| Witte trui  | Peter Sagan        | Cannondale Pro Cycling Team | 5u00'17" |
| 2           | Arnaud Démare      | FDJ                         | + 4"     |
| 3           | Alexander Kristoff | Team Katjoesja              | + 6"     |
| 4           | Sylvain Chavanel   | Omega Pharma-Quickstep      | + 10"    |
| 5           | Oscar Gatto        | Vini Fantini-Selle Italia   | z.t.     |
| 6           | Niki Terpstra      | Omega Pharma-Quickstep      | z.t.     |
| 7           | Maxime Vantomme    | Crelan-Euphony              | z.t.     |
| 8           | Jérôme Cousin      | Team Europcar               | z.t.     |
| 9           | Davide Cimolai     | Lampre-Merida               | z.t.     |
| 10          | Johan Le Bon       | FDJ                         | z.t.     |

### 2e etappe
| Oudenaarde – Koksijde (204,2 km) |                     |                             |          |
| Plaats                           | Naam                | Ploeg                       | Tijd     |
| Winnaar                          | Mark Cavendish      | Omega Pharma-Quickstep      | 4u46'57" |
| 2                                | Elia Viviani        | Cannondale Pro Cycling Team | z.t.     |
| 3                                | Francesco Chicchi   | Vini Fantini-Selle Italia   | z.t.     |
| 4                                | Arnaud Démare       | FDJ                         | z.t.     |
| 5                                | Alexander Kristoff  | Team Katjoesja              | z.t.     |
| 6                                | Baptiste Planckaert | Crelan-Euphony              | z.t.     |
| 7                                | Romain Feillu       | Vacansoleil-DCM             | z.t.     |
| 8                                | Blaz Jarc           | Team NetApp-Endura          | z.t.     |
| 9                                | Nikias Arndt        | Argos-Shimano               | z.t.     |
| 10                               | Tom Van Asbroeck    | Topsport Vlaanderen-Baloise | z.t.     |

| Tussenstand |                    |                           |          |
| Plaats      | Naam               | Ploeg                     | Tijd     |
| Witte trui  | Arnaud Démare      | FDJ                       | 9u47'18" |
| 2           | Alexander Kristoff | Team Katjoesja            | + 2"     |
| 3           | Mark Cavendish     | Omega Pharma-Quickstep    | + 5"     |
| 4           | Sylvain Chavanel   | Omega Pharma-Quickstep    | + 6"     |
| 5           | Maxime Vantomme    | Crelan-Euphony            | z.t.     |
| 6           | Niki Terpstra      | Omega Pharma-Quickstep    | z.t.     |
| 7           | Davide Cimolai     | Lampre-Merida             | + 11"    |
| 8           | Johan Le Bon       | FDJ                       | + 14"    |
| 9           | Oscar Gatto        | Vini Fantini-Selle Italia | z.t.     |
| 10          | André Greipel      | Lotto-Belisol             | + 15"    |

### 3e etappe A
| De Panne – De Panne (109,7 km) |                     |                              |          |
| Plaats                         | Naam                | Ploeg                        | Tijd     |
| Winnaar                        | Alexander Kristoff  | Katjoesja Team               | 2u29'02" |
| 2                              | Sacha Modolo        | Bardiani Valvole-CSF Inox    | z.t.     |
| 3                              | Elia Viviani        | Cannondale Pro Cycling Team  | z.t.     |
| 4                              | Sonny Colbrelli     | Bardiani Valvole-CSF Inox    | z.t.     |
| 5                              | Baptiste Planckaert | Crelan-Euphony               | z.t.     |
| 6                              | Davide Cimolai      | Lampre-Merida                | z.t.     |
| 7                              | Kenny Dehaes        | Lotto-Belisol                | z.t.     |
| 8                              | Mark Cavendish      | Omega Pharma-Quickstep       | z.t.     |
| 9                              | Kenny van Hummel    | Vacansoleil-DCM              | z.t.     |
| 10                             | Alessandro Bazzana  | Unitedhealthcare Pro Cycling | z.t.     |

| Tussenstand |                     |                           |           |
| Plaats      | Naam                | Ploeg                     | Tijd      |
| Witte trui  | Alexander Kristoff  | Team Katjoesja            | 12u16'16" |
| 2           | Arnaud Démare       | FDJ                       | + 4"      |
| 3           | Mark Cavendish      | Omega Pharma-Quickstep    | + 10"     |
| 4           | Sylvain Chavanel    | Omega Pharma-Quickstep    | z.t.      |
| 5           | Maxime Vantomme     | Crelan-Euphony            | z.t.      |
| 6           | Niki Terpstra       | Omega Pharma-Quickstep    | z.t.      |
| 7           | Davide Cimolai      | Lampre-Merida             | + 15"     |
| 8           | Johan Le Bon        | FDJ                       | + 18"     |
| 9           | Oscar Gatto         | Vini Fantini-Selle Italia | z.t.      |
| 10          | Baptiste Planckaert | Crelan-Euphony            | + 19"     |

### 3e etappe B
| De Panne – De Panne (individuele tijdrit over 14,75 km) |                          |                        |        |
| Plaats                                                  | Naam                     | Ploeg                  | Tijd   |
| Winnaar                                                 | Sylvain Chavanel         | Omega Pharma-Quickstep | 18'02" |
| 2                                                       | Anton Vorobjev           | Team Katjoesja         | + 19"  |
| 3                                                       | Lieuwe Westra            | Vacansoleil-DCM        | + 21"  |
| 4                                                       | Johan Le Bon             | FDJ                    | + 24"  |
| 5                                                       | Niki Terpstra            | Omega Pharma-Quickstep | + 31"  |
| 6                                                       | Alexander Kristoff       | Team Katjoesja         | + 32"  |
| 7                                                       | Tom Dumoulin             | Argos-Shimano          | + 34"  |
| 8                                                       | Jens Mouris              | Orica-GreenEdge        | + 35"  |
| 9                                                       | Luke Durbridge           | Orica-GreenEdge        | z.t.   |
| 10                                                      | Guillaume Van Keirsbulck | Omega Pharma-Quickstep | + 41"  |

## Eindklassementen
| Plaats     | Naam                     | Ploeg                  | Tijd      |
| ---------- | ------------------------ | ---------------------- | --------- |
| Witte trui | Sylvain Chavanel         | Omega Pharma-Quickstep | 12u34'28" |
| 2          | Alexander Kristoff       | Team Kajoesja          | + 22"     |
| 3          | Niki Terpstra            | Omega Pharma-Quickstep | + 31"     |
| 4          | Johan Le Bon             | FDJ                    | + 32"     |
| 5          | Lieuwe Westra            | Vacansoleil-DCM        | + 38"     |
| 6          | Tom Dumoulin             | Argos-Shimano          | + 51"     |
| 7          | Luke Durbridge           | Orica-GreenEdge        | + 52"     |
| 8          | David Boucher            | FDJ                    | + 57"     |
| 9          | Guillaume Van Keirsbulck | Omega Pharma-Quickstep | + 58"     |
| 10         | Mark Cavendish           | Omega Pharma-Quickstep | + 1'06"   |

| Plaats      | Naam               | Ploeg                       | Punten |
| ----------- | ------------------ | --------------------------- | ------ |
| Groene trui | Alexander Kristoff | Team Katjoesja              | 43     |
| 2           | Arnaud Démare      | FDJ                         | 32     |
| 3           | Elia Viviani       | Cannondale Pro Cycling Team | 26     |
| 4           | Sylvain Chavanel   | Omega Pharma-Quickstep      | 24     |
| 5           | Mark Cavendish     | Omega Pharma-Quickstep      | 23     |

| Plaats    | Naam              | Ploeg                       | Punten |
| --------- | ----------------- | --------------------------- | ------ |
| Rode trui | Marco Haller      | Team Katjoesja              | 40     |
| 2         | Mattia Pozzo      | Vini Fantini-Selle Italia   | 23     |
| 3         | Matthew Brammeier | Champion System Pro Cycling | 20     |
| 4         | Koen Barbé        | Crelan-Euphony              | 18     |
| 5         | Sylvain Chavanel  | Omega Pharma-Quickstep      | 4      |

| Plaats      | Naam               | Ploeg                        | Punten |
| ----------- | ------------------ | ---------------------------- | ------ |
| Blauwe trui | Koen Barbé         | Crelan-Euphony               | 16     |
| 2           | Dmitri Groezdev    | Astana Pro Team              | 6      |
| 3           | Alessandro Bazzana | Unitedhealthcare Pro Cycling | 3      |
| 4           | Mattia Pozzo       | Vini Fantini-Selle Italia    | 2      |
| 5           | Marco Haller       | Team Katjoesja               | 2      |

| Plaats | Ploeg                  | Tijd      |
| ------ | ---------------------- | --------- |
|        | Omega Pharma-Quickstep | 37u44'45" |
| 2      | Team Katjoesja         | + 1'17"   |
| 3      | FDJ                    | + 1'36"   |

1977 · 1978 · 1979 · 1980 · 1981 · 1982 · 1983 · 1984 · 1985 · 1986 · 1987 · 1988 · 1989 · 1990 · 1991 · 1992 · 1993 · 1994 · 1995 · 1996 · 1997 · 1998 · 1999 · 2000 · 2001 · 2002 · 2003 · 2003 · 2004 · 2005 · 2006 · 2007 · 2008 · 2009 · 2010 · 2011 · 2012 · 2013 · 2014 · 2015 · 2016 · 2017 · 2018 · 2019 · 2020 · 2021 · 2022 · 2023 · 2024

Lijst van beklimmingen
Etappewedstrijden

 Ster van Bessèges · 
 Ronde van de Middellandse Zee · 
 Ruta del Sol · 
 Ronde van de Algarve · 
 Ronde van de Haut-Var · 
 Driedaagse van West-Vlaanderen · 
 Internationale Wielerweek · 
 Internationaal Wegcriterium · 
 Driedaagse van De Panne-Koksijde · 
 Ronde van de Sarthe · 
 Ronde van Trentino · 
 Ronde van Turkije · 
 Ronde van Asturië · 
 Vierdaagse van Duinkerke · 
 Ronde van Azerbeidzjan · 
 Szlakiem Grodòw Piastowskich · 
 Ronde van Castilië en León · 
 Ronde van Picardië · 
 Ronde van Noorwegen · 
 World Ports Classic · 
 Ronde van Beieren · 
 Ronde van België · 
 Tour des Fjords · 
 Ronde van Estland · 
 Ronde van Luxemburg · 
 Boucles de la Mayenne · 
 Ster ZLM Toer · 
 Ronde van Slovenië · 
 Route du Sud · 
 Ronde van Oostenrijk · 
 Sibiu Cycling Tour · 
 Ronde van Wallonië · 
 Ronde van Portugal · 
 Ronde van Denemarken · 
 Ronde van de Ain · 
 Ronde van Burgos · 
 Arctic Race of Norway · 
 Ronde van de Limousin · 
 Ronde van Poitou-Charentes · 
 Wielerweek van Lombardije · 
 Ronde van Groot-Brittannië · 
 Ronde van Gévaudan Languedoc-Roussillon · 
 Eurométropole Tour
Eendaagse wedstrijden

 GP La Marseillaise · 
 Grote Prijs van de Etruskische Kust · 
 Trofeo Palma · 
 Trofeo Ses Salines · 
 Trofeo Serra de Tramuntana · 
 Trofeo Platja de Muro · 
 Trofeo Laigueglia · 
 Ronde van Murcia · 
 Omloop Het Nieuwsblad · 
 Classic Sud Ardèche · 
 GP Lugano · 
 Clásica de Almería · 
 Kuurne-Brussel-Kuurne · 
 La Drôme Classic · 
 Le Samyn · 
 GP Città di Camaiore · 
 Strade Bianche · 
 Roma Maxima · 
 Ronde van Drenthe · 
 Dwars door Drenthe · 
 Nokere Koerse · 
 GP Nobili Rubinetterie · 
 Handzame Classic · 
 Classic Loire-Atlantique · 
 Grote Prijs van Cholet-Pays de Loire · 
 Dwars door Vlaanderen · 
 Route Adélie de Vitré · 
 Volta Limburg Classic · 
 Grote Prijs Miguel Indurain · 
 Ronde van La Rioja · 
 Scheldeprijs · 
 GP Pino Cerami · 
 Klasika Primavera · 
 Parijs-Camembert · 
 Brabantse Pijl · 
 GP Denain · 
 Ronde van de Finistère · 
 Tro Bro Léon · 
 Ronde van Keulen · 
 La Roue Tourangelle · 
 Rund um den Finanzplatz Eschborn-Frankfurt · 
 Ronde van de Somme · 
 ProRace Berlin · 
 Grote Prijs van Plumelec · 
 Boucles de l'Aulne · 
 Ronde van Zeeland Seaports · 
 Trofeo Melinda · 
 GP Kanton Aargau · 
 Ronde van Limburg · 
 Ronde van de Apennijnen · 
 Halle-Ingooigem · 
 Trofeo Matteotti · 
 Prueba Villafranca de Ordizia · 
 GP Industria & Artigianato-Larciano · 
 Ronde van Toscane · 
 Circuito de Getxo · 
 Polynormande · 
 RideLondon Classic · 
 GP Stad Zottegem · 
 Dutch Food Valley Classic · 
 Châteauroux Classic de l'Indre · 
 Druivenkoers Overijse · 
 Ronde van Veneto · 
 Schaal Sels · 
 Memorial Rik Van Steenbergen · 
 Brussels Cycling Classic · 
 GP Fourmies · 
 Ronde van de Doubs · 
 GP Jef Scherens · 
 Coppa Bernocchi · 
 Coppa Agostoni · 
 GP van Wallonië · 
 Ronde van de Drie Valleien · 
 Kampioenschap van Vlaanderen · 
 Memorial Marco Pantani · 
 Grote Prijs Impanis-Van Petegem · 
 GP van Isbergues · 
 GP Industria & Commercio di Prato · 
 Omloop van het Houtland · 
 Duo Normand · 
 Milaan-Turijn · 
 Ronde van Piëmont · 
 Ronde van het Münsterland · 
 Pro Cycling Marathon · 
 Ronde van de Vendée · 
 Memorial Frank Vandenbroucke · 
 Coppa Sabatini · 
 Parijs-Bourges · 
 Ronde van Emilia · 
 GP Beghelli · 
 Parijs-Tours · 
 Nationale Sluitingsprijs · 
 Ronde van Romagna · 
 Chrono des Nations